# Grünewiese
Grünewiese ist ein Seitental im mittleren Rahmedetal zwischen den Städten Lüdenscheid und Altena und gehört seit der Gebietsreform von 1969 zur Stadt Altena, Märkischer Kreis.

## Geschichte
1533 ist in diesem Bereich des Rahmedetals das Selven-Gut nachweisbar, dessen Besitzer damals Clas und Jakob Selve waren. Zum Hof gehörte eine Osemundschmiede. Beide wurden zur Zeit des Dreißigjährigen Krieges total verwüstet und kamen später in den Besitz des Freigrafen von Diest aus Altena. Johann Hermann Altrogge kaufte das Anwesen 1757 von Regierungsdirektor von Deutecom und dieser wieder 1767 an Johann Hermann Spannagel. Das Gut wurde später mehrfach geteilt, gehörte danach Mitgliedern der Familien sowie den Firmen Geck und Hohage.
Der bebaute Talabschnitt zieht sich etwa 650 Meter hinauf und das gesamte Tal ist zwei Kilometer lang. Dort oben entspringt auch der Krummenscheider Bach. Etwas abseits auf der Höhe in Lenscheid betrieb im Jahre 1852 der Kleinschmied Johann Diedrich Geck seine erste Schmiede. Neben Ketten fertigte er Teile für die Bauern und das Bauhandwerk. Nach mehrfachen Veränderungen begann er 1865 im oberen Teil von Grünewiese mit acht Mitarbeitern Hut-, Fenster-, Türhaken sowie Kistengriffe zu produzieren. Die Wasserkraft lieferte ihm dabei der früher so genannte Bremecker Bach.
Und als der Wasserlauf nicht mehr genug hergab, kaufte man eine Dampfmaschine mit 25 PS. Um die Jahrhundertwende 1899/1900 war die Belegschaft mittlerweile auf 65 Mann angewachsen. Mit dem Zuwachs der Arbeitnehmerschaft wuchs auch die Besiedlung im Tal, denn für die Mitarbeiter wurde Wohnraum beansprucht. Ein Mitstreiter der Firma Geck in Sachen Metallwaren war und ist die Firma C. Hohage GmbH & Co. KG, die unten im Tal ihren Sitz hat und seit mehr als 150 Jahre existiert.
Ein dritter Wirtschaftszweig war früher die auf der östlichen Talseite betriebene Kalkbrennerei, die nach dem  Zweiten Weltkrieg ihren Betrieb einstellte.